# Dose toxique minimale
Ne pas confondre avec la dose létale minimale
Pour les articles homonymes, voir DTM.
En toxicologie, la dose toxique minimale (DTM ou DTmin), en notation internationale TDLo ((en) lowest published toxic dose), , est la plus petite dose toxique d'une substance connue pour avoir des effets toxiques, chez une espèce animale particulière. Elle est généralement indiquée en milligrammes par kilogramme. L'espèce et le mode d'administration (par exemple : ingérée, inhalée, par voie intraveineuse) ainsi que l'organe affecté (par exemple : rein, poumons, etc.) doivent être généralement indiqués. 